# Famille Maret de Bassano
Pour les articles homonymes, voir Maret et Bassano.

## Généralités
La famille Maret, installée à Dijon au XVIIe siècle, donna trois générations de chirurgiens reconnus dans leur province. Le dernier d'entre eux, Hugues Maret, atteignit l'excellence en étant revêtu du titre honorifique de médecin du roi pour les épidémies.
Ce dernier eut deux fils, lesquels ne poursuivirent pas la carrière médicale : l'aîné Jean Philibert entra de bonne heure à l'école des ponts et chaussées, puis passa dans l'administration et devint préfet du Loiret sous le Premier Empire ; le cadet, Hugues-Bernard préféra le droit, puis se lança en politique et exerça les plus hautes fonctions sous le Consulat, le Premier Empire et la Monarchie de Juillet.

## Généalogie

### Origines
I) Adrien Maret ( ✝ 30 novembre 1746 - Dijon), maître chirurgien, marié le 21 juillet 1693 avec Philiberte Charles ( ✝ 9 avril 1742 - Dijon), dont :
1. Hugues ;
2. Adrien (1704-1749), curé de Ruffey-lès-Echirey, puis curé de Bellefond (Côte-d'Or) ;
3. Jean-Philibert (1705 ✝ 1780), Chirurgien major de l'hôpital de Dijon ;

II) Hugues Maret (5 novembre 1697 - Dijon, baptisé à Saint-Philibert de Dijon ✝ 10 août 1737 - Dijon) chirurgien, marié le 30 mai 1724 (Dijon), avec Claudine Courtois (21 novembre 1704 - Dijon, baptisée à Saint-Philibert de Dijon ✝ 2 mars 1738 - Dijon), dont :
1. Hugues ;
2. un autre fils, marié, dont :

# Sébastienne (13 septembre 1758 - Bretenière ✝ 24 novembre 1843 - Nanteau-sur-Lunain), mariée, le 29 juin 1783 (Lille), avec Nicolas Louis Le Conte (4 novembre 1755 - Plailly ✝ 25 mars 1842 - Paris), négociant en dentelles (1781), conseiller de préfecture de la Seine (décret du 3 octobre 1810, ordonnance du 18 septembre 1830), Chevalier de la Légion d'honneur, dont postérité.
III) Hugues Maret (6 octobre 1726 - Dijon ✝ 11 juin 1786 - Dijon), médecin du roi pour les épidémies, membre de l'Académie des Sciences, Arts et Belles-Lettres de Dijon (secrétaire perpétuel de 1764 à sa mort), membre associé étranger de l'Académie des Sciences Belles Lettres et Arts de Besançon (1773), membre de l'Académie des sciences de Paris et de l'Académie royale des sciences de Suède, marié avec Jeanne Maléchard (29 novembre 1736 - Seurre ✝ 2 janvier 1768 - Dijon), dont :
1. Anne (1757 ✝ 1828), mariée en 1780 avec Marc-Antoine Sirugue, dit Sirugue-Maret, (17 mai 1754 - Vitteaux ✝ 26 avril 1842 - Rouen), Docteur en médecine, maire de Vitteaux (1783-1791), député à la Convention nationale (1795), colonel de gendarmerie, député de la Côte-d'Or au Corps législatif (1808-1814), chevalier Sirugue et de l'Empire (1808), 1er baron Sirugue et de l'Empire (1814), dont une fille, Jeanne Alix Bernarde « Sirugue-Maret » (°1785 - Vitteaux (province de Bourgogne) ✝ 20 février 1877 - Paris), mariée avec Henri, baron Dupont-Delporte, préfet puis pair de France ;
2. Jean-Philibert ;
3. Claude Marie (née en 1759) ;
4. Jean (22 juillet 1763 - Dijon ✝ 1777) ;
5. Hugues Bernard ;
6. Jeanne (née en 1765) ;
7. Catherine (1767 ✝ 1770).

### Branche aînée
IV) Jean Philibert Maret (13 mars 1758 - Dijon ✝ 21 janvier 1827 - Dijon), ingénieur des ponts et chaussées, Grand-voyer de Dijon, Commissaire du Directoire exécutif près l’administration centrale de la Côte-d'Or (6 brumaire an VIII), Préfet du Loiret (11 ventôse an VIII (2 mars 1800) - 11 germinal an XIV (16 avril 1806)), Conseiller d'État (16 mars 1806, Membre du Conseil d'État à vie en 1812), Directeur général des subsistances, Chevalier Maret et de l'Empire (lettres patentes du 26 août 1808), Comte Maret et de l'Empire (lettres patentes du 9 décembre 1809), Officier de la Légion d'honneur, marié en 1783 avec Anne Grabu qui lui donnera une fille, puis, en secondes noces, avec Marie-Thérèse Champagne, dont un fils :
1. Marguerite Barbe Anne Huguette Pierrette (1784 ✝ 15 décembre 1875 - Paris) épouse (mars 1806) du général-comte Michel (1772 ✝ 1815). Leur descendance prit le nom de comtes Michel-Maret ;
2. Hugues, né en 1790, mort jeune.

### Branche des Maret de Bassano
IV) Hugues-Bernard Maret (22 juillet 1763 - Dijon ✝ 13 mai 1839 - Paris), , Ministre des Affaires étrangères, ministre plénipotentiaire à Naples (juillet 1793), Secrétaire d'État (sous le Consulat), Ministre des Relations extérieures (17 avril 1811 - 19 novembre 1813), ministre-secrétaire d'État (1813), Président du Conseil des ministres (10 novembre 1834 - 18 novembre 1834), pair de France (2 juin 1815 (Cent-Jours), 19 novembre 1831), comte de l'Empire (3 mai 1809), 1er duc de Bassano et de l'Empire (15 août et 29 septembre 1809), Légionnaire (9 vendémiaire an XII), puis, Grand officier (25 prairial an XII), puis, Grand aigle de la Légion d'honneur (2 février 1805), marié, le 21 mai 1801 à Dijon, avec Marie Madeleine (26 mars 1780 ✝ 21 mars 1827), fille de Martin Lejéas-Carpentier (maire de Dijon), dame du palais de l'Impératrice Joséphine (1804-1810), puis de l'Impératrice Marie-Louise (1810-1814), dont :
1. Napoléon 1803-1898
2. Eugène, dit le comte (ou le marquis) de Bassano[1] (1806 ✝ 1867), Secrétaire d'ambassade, il dirigea longtemps, près de Bône (Algérie), une exploitation de mines qui fut pour lui ruineuse. En 1848, il s'occupa activement, à Paris, de la question algérienne, et y publia, en collaboration avec M. E. de Solms, Projet de colonisation de l'Algérie par l'association (1848, in-8), et Lettre aux citoyens membres de l'Assemblée nationale sur le même sujet (in-4), marié avec Caroline d'Aiguillon ( ✝ 1876), sans postérité ;
3. Marie Louise (23 août 1810 ✝ 10 février 1845), mariée le 23 juillet 1832 avec son cousin Ernest Lejéas (3 mars 1808 ✝ 30 juillet 1875 - Aiserey), 3e comte Lejéas, dont postérité ;
4. Hortense Eugénie Claire (1812 ✝ 15 décembre 1882), mariée en décembre 1832 avec Francis Baring, 3e Baron Ashburton (24 mai 1800 ✝ 6 septembre 1868), dont postérité ;

V) Napoléon Maret de Bassano (3 juillet 1803 - Paris ✝ 21 mai 1898 - Paris), Secrétaire d'ambassade en Belgique (1832), puis en Espagne, Ministre plénipotentiaire à Cassel (Hesse) (1847), Ministre plénipotentiaire et envoyé extraordinaire près de Léopold Ier, grand-duc de Bade (1849), Ministre plénipotentiaire et envoyé extraordinaire de France à Bruxelles (1852), Sénateur du Second Empire (31 décembre 1852), Grand chambellan de Napoléon III, 2e duc de Bassano, 2e comte Maret, Chevalier (1832), puis, Commandeur (7 août 1852), puis, Grand officier de la Légion d'honneur (30 décembre 1855), Grand cordon de l'Ordre de Léopold, marié, le 25 octobre 1843 à Meise (ville où son beau-père était bourgmestre), Pauline Marie Ghislaine van der Linden d'Hooghvorst (nl) (23 septembre 1814 - Meise ✝ 9 décembre 1867 - Meise), 1re dame d'honneur de l'Impératrice Eugénie (décret du 25 janvier 1853), fille de Emmanuel van der Linden d'Hoogvorst (7 juin 1781 - Bruxelles ✝ 15 avril 1866 - Bruxelles), comte de Hombeek, baron d'Hooghvorst, membre du gouvernement provisoire de Belgique (1830-1831), membre du Congrès national belge, général en chef commandant la garde civique du royaume, décoré de la Croix de fer, commandeur de l'ordre de Léopold, dont :
1. Napoléon ;
2. Marie Louise (19 février 1846 - Bruxelles ✝ 27 novembre 1918 - Bruxelles), mariée le 20 juin 1864 (Paris Ier, avec son cousin Edmond (6 octobre 1840 - Saint-Georges-sur-Meuse, Belgique ✝ 5 mai 1890 - Bruxelles), baron van der Linden d'Hooghvorst (nl), dont postérité ;
3. Caroline (9 avril 1847 - Bruxelles ✝ 27 octobre 1938 - Bruxelles), mariée le 7 septembre 1871 (Paris) avec Antonin de Viel de Lunas, marquis d'Espeuilles (19 mai 1831 ✝ 21 novembre 1913 - Château de La Montagne, Saint-Honoré-les-Bains), saint-Cyrien (promotion de Kabylie, 1850-1852), Général de division, sénateur de la Nièvre, grand officier de la Légion d'honneur, dont postérité ;

IV) Napoléon Hugues Charles Marie Ghislain (8 novembre 1844 - Meise ✝ 8 mai 1906 - Paris), marquis de Bassano, puis 3e duc de Bassano et 3e comte Maret (transmission des titres de duc et comte de l'Empire autorisée par arrêté ministériel du 30 novembre 1898), marié le 26 août 1872 (Kensington, Middlesex), avec Clara Symes (28 mai 1845 - Québec (Canada) ✝ 15 janvier 1922 - Paris XVIe), dont :
1. Pauline Marie Anne Claire Ghislaine (17 novembre 1873 - Londres ✝ 10 août 1956 - Paris XVIe), dame d'honneur de Clémentine (1817-1907), princesse d'Orléans et de Saxe-Cobourg et Gotha, sans union ni postérité ;
2. Marie Ghislaine Claire, dite Clara (27 novembre 1874 - Londres ✝ 4 juin 1953 - East Grinstead, Sussex), mariée avec M. Blount, dont postérité (deux filles sans enfants) ;
3. Marie Claire Antonine Ghislaine (14 novembre 1879 - Londres ✝ 25 avril 1965 - château de Louÿe, Louye, Mesnil-sur-l'Estrée), mariée avec Louis Charles Joseph (7 janvier 1875 - Paris ✝ 19 août 1944 - Louye), Comte de Salviac de Viel Castel, Maire de Louye, Chevalier de la Légion d'honneur, Croix de Guerre (1914-1918), dont postérité (2 filles: Comtesse Robert d'Orglandes et Comtesse Lepic (Viel Castel-Maret de Bassano))

## Titres
Titres de Jean-Philibert Maret
- Chevalier Maret et de l'Empire (lettres patentes du 26 août 1808) ;
- Comte Maret et de l'Empire (lettres patentes du 9 décembre 1809).

Sa descendance prit le nom de Comtes Michel-Maret.
Titres de Hugues-Bernard Maret
- Comte Maret et de l'Empire (lettres patentes du 3 mai 1809) ;
- 1er duc de Bassano et de l'Empire (lettres patentes des 15 août et 29 septembre 1809).

## Armoiries
| Image | Armoiries de la Famille Maret de Bassano |
| ----- | --- |
|       | Armes de Hugues-Bernard, comte Maret et de l'Empire (3 mai 1809), De gueules, au dextrochère ailé d'or, écrivant avec une épée d'argent, garnie d'or ; au chef parti de deux traits : 1, des Comtes Ministres ; 2, tiercé en pal d'or, de gueules et d'argent ; 3, d'or, à une tour de sable, accostée de deux lions du même. |
|       | Armes de Hugues-Bernard Maret, Duc de Bassano et de l'Empire (15 août 1809), Coupé : un I, tiercé en pal d'or, de gueules et d'argent ; au franc-canton brochant des Comtes Ministres ; au II, de gueules, à une main ailée d'or écrivant avec une épée d'argent ; sur-le-tout d'argent, à la colonne de granit, accostée de deux lions de gueules, la queue fourchée, passée en sautoir et surmontée d'une couronne civique de chêne, au naturel ; au chef des Ducs de l'Empire brochant.                |
|       | Armes de Hugues-Bernard Maret, Pair de France (2 juin 1815 (Cent-Jours), 19 novembre 1831), Coupé : un I, tiercé en pal d'or, de gueules et d'argent ; au franc-canton brochant des Comtes Ministres ; au II, de gueules, à une main ailée d'or écrivant avec une épée d'argent ; sur-le-tout d'argent, à la colonne de granit, accostée de deux lions de gueules, la queue fourchée, passée en sautoir et surmontée d'une couronne civique de chêne, au naturel ; au chef des Ducs de l'Empire brochant. |
|       | Armes des Ducs de Bassano Coupé : un I, tiercé en pal d'or, de gueules et d'argent ; au franc-canton brochant des Comtes Ministres ; au II, de gueules, à une main ailée d'or écrivant avec une épée d'argent ; sur-le-tout d'argent, à la colonne de granit, accostée de deux lions de gueules, la queue fourchée, passée en sautoir et surmontée d'une couronne civique de chêne, au naturel ; au chef des Ducs de l'Empire brochant.                                                                   |
|       | Armes de Jean Philibert Maret, Chevalier Maret et de l'Empire : Tiercé en pal d'or, de gueules, chargé en cœur de l'insigne des Chevaliers légionnaires et d'argent., |
|       | Armes de Jean Philibert Maret, Comte Maret et de l'Empire : Tiercé en pal d'or, de gueules, chargé en cœur de l'insigne des Chevaliers légionnaires et d'argent ; à la champagne de gueules, chargée d'une main ailée d'or, tenant un niveau du même ; au canton des Comtes Conseillers d'État brochant., |

## Personnalités
- Hugues-Bernard Maret, ministre plénipotentiaire, Secrétaire d'État, Ministre des Relations extérieures, Président du Conseil des ministres, pair de France ;
- Napoléon Maret de Bassano, Secrétaire d'ambassade, Ministre plénipotentiaire, Sénateur du Second Empire.
- Hugues Maret, médecin ;
- Jean Philibert Maret, ingénieur des ponts et chaussées.

## Galerie de portraits

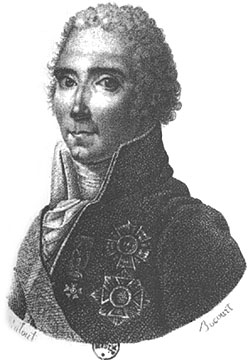
Hugues-Bernard Maret
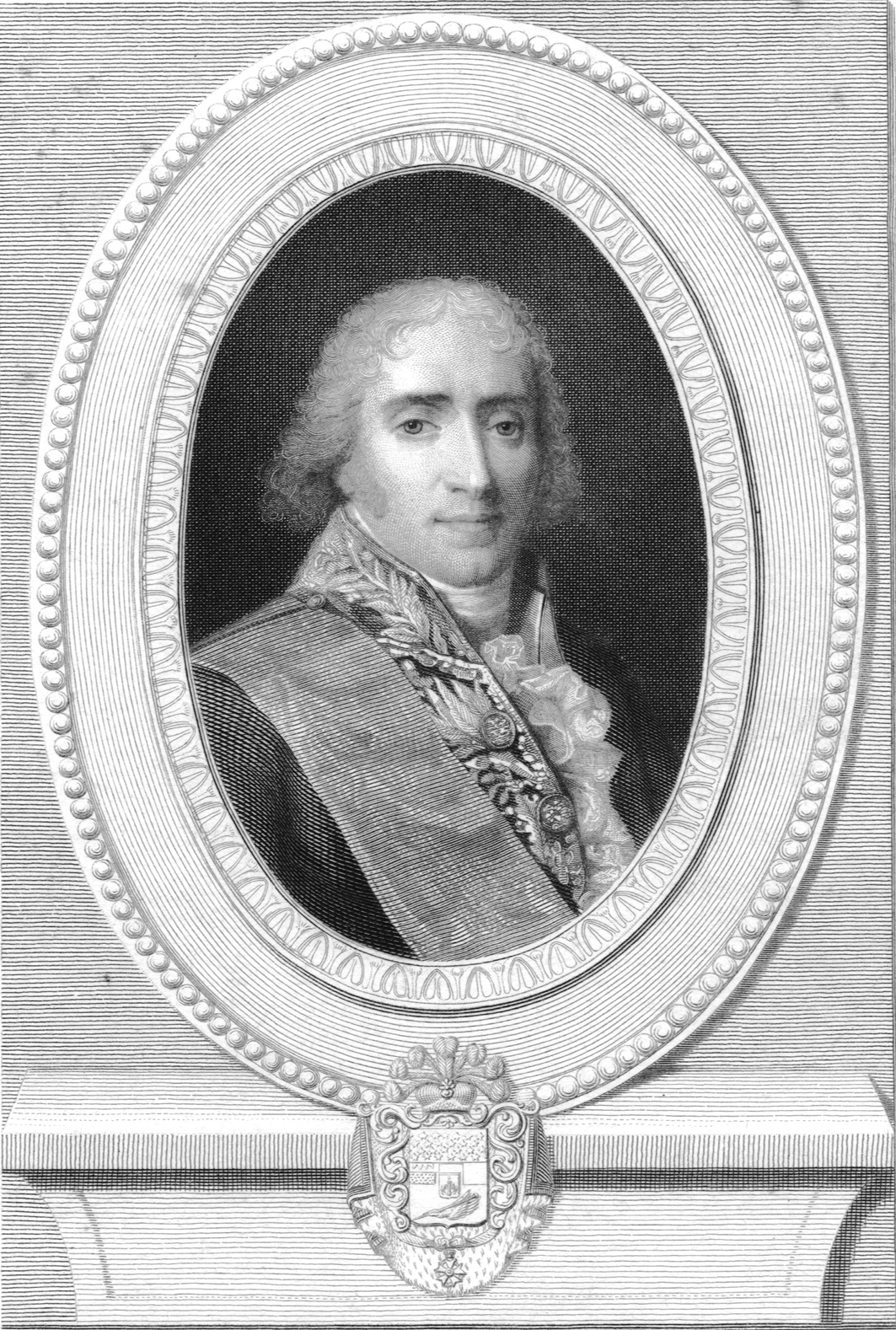
Hugues-Bernard Maret, duc de Bassano
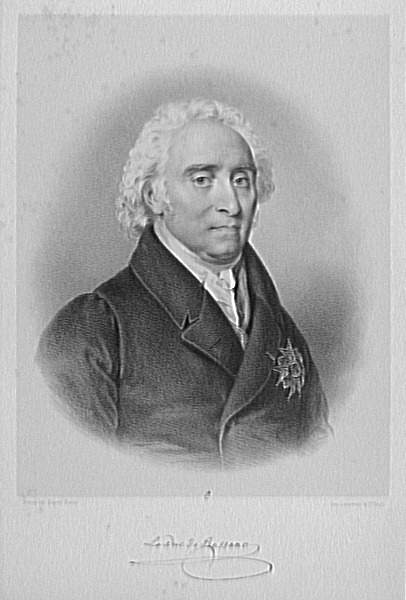
Hugues Bernard Maret, duc de Bassano (Achille Devéria (1800-1857))

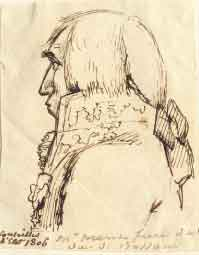
Portrait de M. Maret, conseiller d'État, Frédéric Christophe d'Houdetot (1778–1859), dessin à la plume, 1806
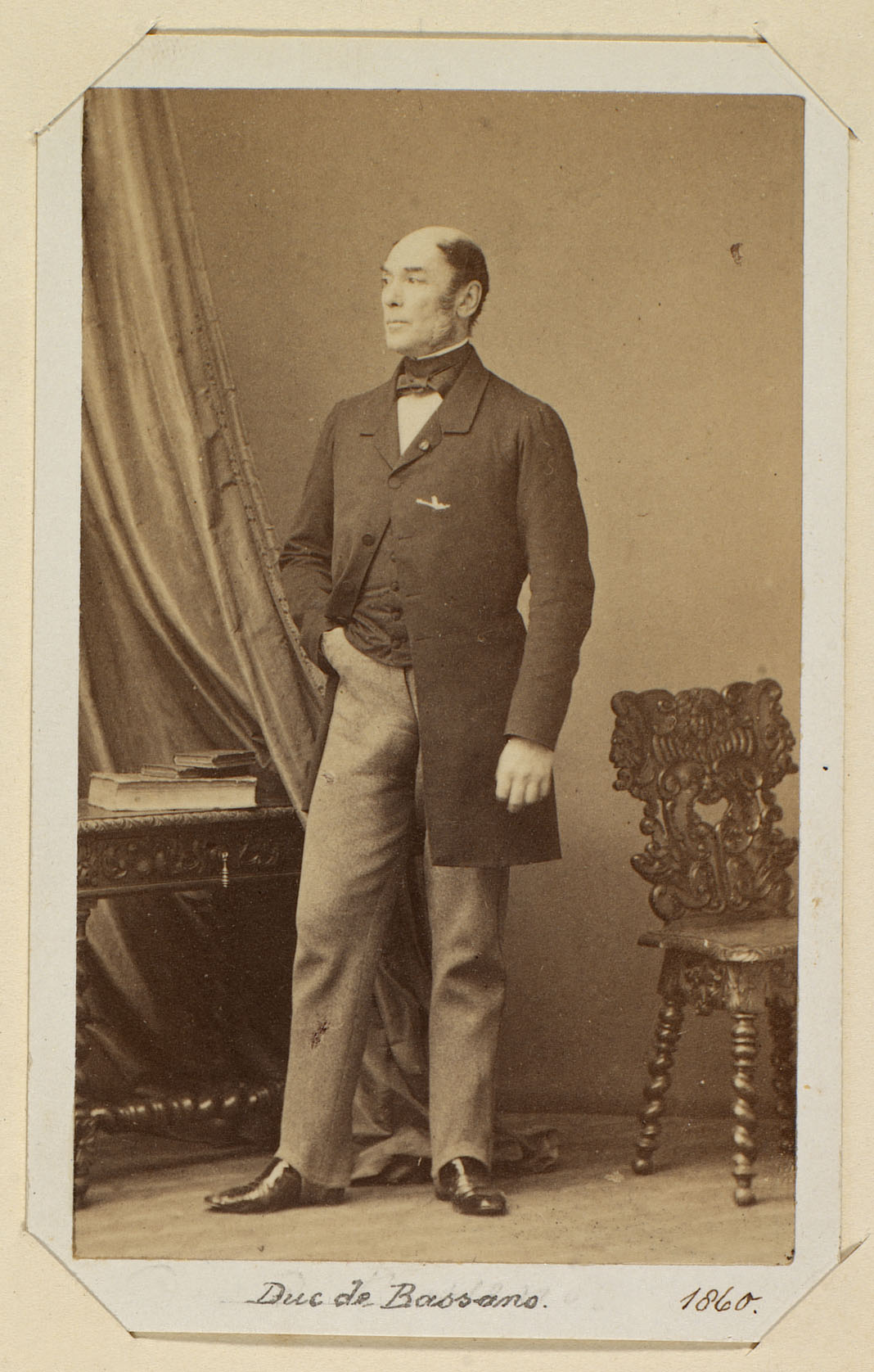
Napoléon Maret, duc de Bassano, par Disderi
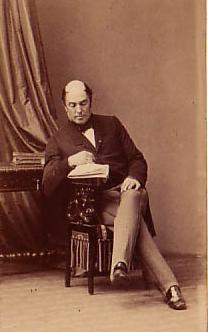
Napoléon Maret, duc de Bassano, par Disderi

## Titres
D'après Révérend : donataire en Westphalie & Hanovre par lettres du 10 mars 1808 ; comte de l'empire, par lettres du 3 mai 1809 ; duc de Bassano par lettres du 15 août 1809 ; donataire en Ost-Frise & sur le Mont-de-Milan, le même jour; donataire en Galicie, par lettres du 17 janvier 1810.